# Acățari
Acățari (Hongaars: Ákosfalva) is een comună in het district Mureș, Roemenië. Acățari is opgebouwd uit negen dorpen, namelijk:
- Acăţari (Ákosfalva)
- Corbești (Székelycsóka)
- Găiești (Göcs)
- Gruișor (Kisgörgény)
- Murgești (Nyárádszentbenedek)
- Roteni (Harasztkerék)
- Stejeriș (Cserefalva)
- Suveica (Szövérd)
- Vălenii (Székelyvaja)

## Demografie
De comună heeft een absolute Szeklers-Hongaarse bevolkingsmeerderheid. Volgens de volkstelling van 2002 heeft het een bevolking van 4.781, waarvan 92,53% oftewel 4.424 personen Hongaars zijn.